# 猪血丸子
猪血丸子，或作猪血圆子，是中国湖南邵阳的传统特色家常菜，以其独特的制作工艺和风味著称。

## 制作方法
首先要将豆腐用纱布包裹，挤压出水分，然后将其捏碎。接着，取新鲜的肥瘦相间猪肉切成小块或细条，与适量的猪血混合，加入盐、辣椒粉、五香粉等调料，以及少量的麻油、香油和味精来增加风味。将这些材料混合均匀后，塑形成椭圆形的丸子，大小约与馒头相仿。之后，将丸子置于阳光下晾晒数日，最后悬挂在烟熏灶上或单独熏制，让其吸收烟火的香气。烟熏过程中，丸子逐渐干燥，腊香味也随着时间的推移而愈发浓郁。

## 起源
在明代正德年间，宝庆府的九龙岭山传说中曾居住着十条龙，一条飞走后，山因此得名。岭上有座庙宇，里面住着一位修行的老和尚。山脚下，一户贫穷的家庭有个经常生病的孩子，被送到山上跟随老和尚学习，随着时间，孩子的病情好转，但身体依旧羸弱。孩子的母亲担心他的健康，认为可能是缺乏肉食。由于和尚不能吃肉，她便想出一个办法：将肉剁碎，混入豆腐中。为了掩饰肉末，她又加入了猪血，并将其烘干，制成了黑色的圆形食品。这种食品被带到庙中供孩子食用，不久孩子变得健壮。尽管最终被老和尚发现，但这种食品的制作方法已经在当地流传开来，成为了一种受欢迎的营养食品，能够长时间保存而不变质，逐渐在宝庆府广为人知，流传至今。